# Ньюбург (Західна Вірджинія)
Ньюбург (англ. Newburg) — місто (англ. town) в США, в окрузі Престон штату Західна Вірджинія. Населення — 259 осіб (2020).

## Географія
Ньюбург розташований за координатами 39°23′20″ пн. ш. 79°51′13″ зх. д. / 39.38889° пн. ш. 79.85361° зх. д. (39.388852, -79.853601).  За даними Бюро перепису населення США в 2010 році місто мало площу 2,03 км², уся площа — суходіл.

## Демографія
Згідно з переписом 2010 року, у місті мешкало 329 осіб у 134 домогосподарствах у складі 101 родини. Густота населення становила 162 особи/км².  Було 155 помешкань (76/км²).
Расовий склад населення:
| - 98,2 % — білих - 0,9 % — корінних американців - 0,3 % — чорних або афроамериканців |

До двох чи більше рас належало 0,3 %. Частка іспаномовних становила 0,6 % від усіх жителів.
За віковим діапазоном населення розподілялося таким чином: 19,1 % — особи молодші 18 років, 62,4 % — особи у віці 18—64 років, 18,5 % — особи у віці 65 років та старші. Медіана віку мешканця становила 41,4 року. На 100 осіб жіночої статі у місті припадало 104,3 чоловіків;  на 100 жінок у віці від 18 років та старших — 104,6 чоловіків також старших 18 років.
Середній дохід на одне домашнє господарство  становив 50 790 доларів США (медіана — 46 875), а середній дохід на одну сім'ю — 56 401 долар (медіана — 56 250). Медіана доходів становила 50 547 доларів для чоловіків та 22 500 доларів для жінок. За межею бідності перебувало 22,9 % осіб, у тому числі 37,1 % дітей у віці до 18 років та 12,2 % осіб у віці 65 років та старших.
Цивільне працевлаштоване населення становило 179 осіб. Основні галузі зайнятості: освіта, охорона здоров'я та соціальна допомога — 26,8 %, будівництво — 13,4 %, сільське господарство, лісництво, риболовля — 13,4 %.